# Junco (aves)
Los juncos (Junco) son un género de aves paseriformes perteneciente a la familia Passerellidae. Está formado por cuatro especies americanas que habitan zonas de clima templado, ya sea en el norte del continente, o restringidas a áreas de elevada altitud.
Los juncos son pájaros relativamente pequeños, de entre 12 y 15 cm de longitud, con plumajes de color gris y pardo, con algunas plumas blancas en alas, cola o las partes inferiores, y su lorum suele ser negro. Suelen mostrar un ligero dimorfismo sexual. Los juncos se alimentan de semillas, insectos y gusanos en el suelo o sobre los arbustos. Viven en bosques de coníferas, bosques mixtos o zonas de matorral. Las poblaciones septentrionales son migratorias, mientras que las sureñas son sedentarias o migratorias altitudinales.

## Especies
Se reconocen cinco especies:
- Junco vulcani (Boucard, 1878) — junco de los volcanes o junco paramero, localizado en Costa Rica y Panamá);
- Junco hyemalis (Linnaeus, 1758) — junco pizarroso o junco ojioscuro, se extiende por Norteamérica;
- Junco insularis Ridgway, 1876 — junco de Guadalupe, restringido en la isla Guadalupe;
- Junco phaeonotus Wagler, 1831 — junco ojilumbre, presente en Estados Unidos, México y Guatemala.
- Junco bairdi Ridgway, 1883 - junco de Baird, propio de Baja California.